# يسغل يووتشردد بددرن (بددرن)
يسغل يووتشردد بددرن (بالإنجليزية: Ysgol Uwchradd Bodedern)‏ هي منطقة سكنية تقع في المملكة المتحدة في .